# Ontstaan van de mensheid in de Griekse mythologie
De mensheid ontstond volgens de Griekse mythologie toen Prometheus de mens boetseerde uit klei en de mens goed en kwaad schonk (ziel). Vervolgens blies Pallas Athene er leven in (geest). Vervolgens onthield Zeus de mens het vuur, omdat hij verbolgen was dat Prometheus de mens had geschapen en de mens ook zijn eigen creativiteit schonk. Prometheus stal vervolgens vuur van Helios.
In het begin werden mensen veel ouder, hadden geen last van ziektes, en ze hoefden de velden niet te bewerken omdat het graan uit zichzelf groeide. Zij leefden gelukkig en geweld was hun vreemd. Dit Gouden Ras werd echter in de Titanenstrijd vernietigd om plaats te maken voor het Zilveren Ras. De velden moesten worden bewerkt, men kende ziekten en werd vaker en sneller door de dood bezocht. Uiteindelijk maakte deze plaats voor het Bronzen Ras, dat al geneigd was naar de wapenen te grijpen, maar aan het echte geweld nog vreemd was.
Ook het Bronzen Tijdperk liep ten einde. Het IJzeren Tijdperk was een orgie van geweld: men leerde ijzer smeden om er wapens van te maken, waarmee men elkaar bestreed. Ten slotte was de mens zo gedegenereerd dat baby's bij de geboorte al grijs aan de slapen waren, waarop Zeus besloot de mensheid in een zondvloed te vernietigen. Alleen Deucalion (Deukalyoon) en Pyrrha bleven over. Ze raadpleegden het orakel van Delphi en hoorden hoe ze de wereld konden bevolken: 'omhult uw hoofden en werp uw moeders (Gaia: aarde) gebeente (stenen) achter u'. De stenen die Pyrrha wierp werden vrouwen en de stenen die Deukalyoon wierp werden mannen.